# Signo de Grey Turner
El signo de Grey-Turner es una descoloración (discromía) azul amarillenta típicamente localizada en los flancos abdominales, la región lumbar y periumbilicales. Son manchas de equimosis que sugiere que hubo hemorragia intra o retroperitoneal. El término fue dado en nombre del cirujano británico George Grey Turner.

## Causas
El signo de Grey-Turner se presenta en las primeras 24 horas seguido de una enfermedad aguda, como:
- Pancreatitis aguda.
- Exacerbación de pancreatitis crónica.
- Lesión duodenal.
- Rotura de embarazo ectópico.
- Rotura de un aneurisma aórtico.
- Traumatismo abdominal.